# Martyn Lucking
Martyn Lucking (Martyn Taylor Lucking; * 24. März 1938 in Leigh-on-Sea, Southend-on-Sea) ist ein ehemaliger britischer Kugelstoßer.
1958 gewann er für England startend Silber bei den British Empire and Commonwealth Games in Cardiff; bei den Europameisterschaften in Stockholm kam er auf den 14. Platz. Bei den Olympischen Spielen 1960 in Rom wurde er Achter.
1962 wurde er Neunter bei den Europameisterschaften in Belgrad. Bei den British Empire and Commonwealth Games in Perth siegte er im Kugelstoßen und wurde Elfter im Diskuswurf.
1964 schied er im Kugelstoßen der Olympischen Spiele in Tokio in der Qualifikation aus, 1970 wurde er in derselben Disziplin bei den British Commonwealth Games in Edinburgh Siebter.
1962 wurde er Englischer Hallenmeister.

## Persönliche Bestleistungen
- Kugelstoßen: 18,62 m, 2. Oktober 1962, London
  - Halle: 17,88 m, 30. März 1962, Wembley
- Diskuswurf: 46,00 m, 1962